# Taleh
Taleh is een historische stad gelegen in de regio Sool, Somalië.

## Geschiedenis
De stad kreeg haar bekendheid doordat ze diende als hoofdstad van de Somalische Derwisjstaat tijdens hun strijd tegen de Ethiopiërs, Britten, Italianen en de Fransen in het begin van de 20e eeuw. De derwisjen bouwden een groot aantal forten in de Sanaag regio. De Britten bombardeerden ten slotte Taleh in 1920, om zo het 20-jarige conflict met de Somaliërs te stoppen en Somaliland volledig te kunnen bezetten.